# Doznaka stabala
Doznaka stabala je odabir, obilježavanje i mjerenje stabala za sječu te obračun drvnoga sječivog volumena. Sastoji se od pripreme, provedbe na terenu te obrade podataka.
Prije same doznake, radi se priprema. Na terenu se obilježuju sječno-izvozne linije u odjelima, gdje će se raditi doznaka. Priprema se nalog za doznaku i potrebni tarifni nizovi te materijal potreban za doznaku što uključuje: doznačni čekić, promjerku i sprej za obilježavanje. 
Prilikom doznake odabiru se stabla, koja će se uskoro sječi. Odabranim stablima mjere se promjeri u prsnoj visini (1,30 m), a zatim se obilježe s nekoliko točaka spreja sa svih strana stabla (obično 4 strane). Na žilištu se napravi zates i otisne suhi žig doznačnog čekića, pazeći da ne bude niži od visine panja, koji će ostati poslije sječe U doznačnu knjižicu bilježe se stabla po vrstama drveća i debljinskim promjerima. Ukupno doznačena drvna zaliha treba biti u granicama dozvoljenoga po šumskim pravilnicima. Doznačuju se i sva suha i bolesna stabla. Doznaka se obično započinje 1. srpnja, a vrijedi 3 godine. Stručna kontrola pazi, da je doznaka propisno obavljena.
Nakon doznake, radi se obrada podataka. Dobiva se doznačena drvna zaliha po vrsti drveća i doznačena drvna zaliha po odsjeku. Mora biti u okviru dopuštenih odstupanja.